# Pachthaus
Pachthaus ist eine zur Bergstadt Johanngeorgenstadt gehörige Siedlung im sächsischen Erzgebirgskreis, die auf dem Territorium der bis 1935 selbstständigen Gemeinde Wittigsthal entstand.

## Geschichte

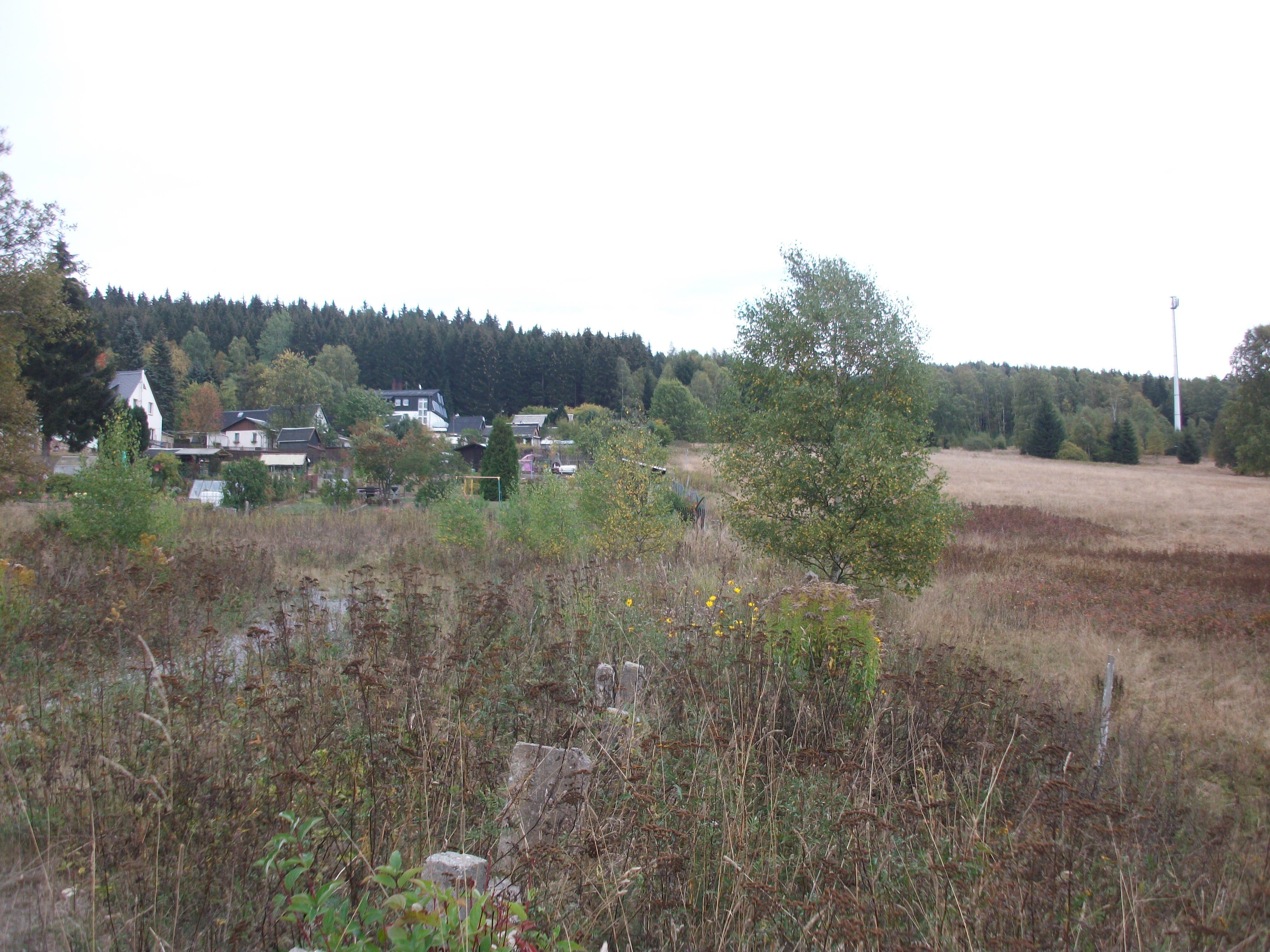
Die Bebauungsgrenze von Pachthaus endet direkt an der Staatsgrenze zu Tschechien

Der Grundbesitz, den der Breitenbacher Hammerherr Caspar Wittich nach dem Dreißigjährigen Krieg zur Errichtung eines Hammerwerkes auf sächsischer Seite im Amt Schwarzenberg zugewiesen bekommen hatte, erstreckte sich vom Schwarzwasser etwa einen Kilometer in östlicher Richtung entlang der böhmischen Grenze den Rabenberg hinauf. Dort wurde ein Wirtschaftsgebäude im Fachwerkstil errichtet, das schon bald von den Besitzern des Hammerwerks verpachtet wurde. Es stand unmittelbar an der Grenze, der Legende nach verlief die Grenze durch das Haus. Schon bald bürgerte sich der Begriff Pachthaus dafür ein.
Durch einen Brand wurde 1928 das Pachthaus vollständig vernichtet. Für die Bewohner entstand als Ersatz ein Neubau, der jedoch aus politischen Rücksichten nicht mehr unmittelbar an der Grenze zur Tschechoslowakei errichtet worden war, sondern etwa 50 Meter weiter nördlich.
Zu Beginn der 1930er Jahre entstanden in unmittelbarer Nachbarschaft des Pachthauses hauptsächlich für Beschäftigte des Eisenwerkes Wittigsthal weitere Wohnhäuser. Als 1935 Ernst Schleitzer das Werk übernahm, verkaufte er weitere Baugrundstücke. Außerdem wurden zwei Grenzerhäuser errichtet. Der Ausbruch des Zweiten Weltkrieges verhinderte eine weitere Bebauung. 
Nach dem rasanten Aufschwung des Uranbergbaus durch die  Wismut AG in Johanngeorgenstadt wurden dringend Unterkünfte für Bergarbeiter benötigt. In Pachthaus entstand ab März 1949 eine Bergarbeitersiedlung mit schachbrettartigem Grundriss. Nach der Einstellung des Bergbaus wurden die meisten Bergbauunterkünfte als Betriebsferienheime umgebaut, die ab 1990 größtenteils leer standen und später bis auf wenige Ausnahmen abgerissen wurden.